# 콤피
콤피 (영어: COMFI)는 콕핏 콘셉트의 미래형 차량 인테리어 시스템이다.

## 상세
2022년 4월 18일, 현대모비스가 공개했다. 편안함을 뜻하는 콤피의 명칭은 기능별 의미를 담은 이니셜로 조합됐다. 터치식 프로젝션 스위치, 태블릿처럼 사용 가능한 스마트 테이블, 이동형 콘트롤러로 조작 가능하다. 팝업 스티어링 휠과 슬라이드 사이드 미러가 적용됐다. 추가로 이동식 디스플레이, 무풍모드 에어밴트, 3D 패턴 라이트닝, 공기청정 및 아로마테라피 시스템 등이 적용됐다.

## 기능별 시스템 분류
- Convenient & Comfort - 프로젝션 스위치, 전자식 스마트 테이블
- Optimized - 이동형 콘트롤러, 블루밍 사운드 시스템, 목재 계기판
- Movable - 팝업 스티어링 휠, 이동식 디스플레이
- Functional - 멀티 모드 에어밴트, 공기청정 시스템
- Illuminated - 3D 패턴 라이트닝

## 같이 보기
- 현대모비스
- 현대자동차그룹